# Denver Broncos 2001
La stagione 2001 dei Denver Broncos è stata la 32ª della franchigia nella National Football League, la 42ª complessiva e la 8ª con Mike Shanahan come capo-allenatore. Fu anche la prima stagione nel nuovo Invesco Field at Mile High che sostituì il vecchio Mile High Stadium.
Questo fu l'ultimo anno di Terrell Davis nella lega prima del ritiro nella pre-stagione 2002 a causa di molteplici infortuni ai legamenti delle ginocchia.

## Scelte nel Draft 2001
| Scelte dei Broncos nel Draft 2001 |     |                     |    |            |                          |
| 1                                 | 24  | Willie Middlebrooks | CB | Minnesota  |                          |
| 2                                 | 51  | Paul Toviessi       | DE | Marshall   | Da Tampa Bay via Buffalo |
| 3                                 | 87  | Reggie Hayward      | DE | Iowa State |                          |
| 4                                 | 113 | Ben Hamilton        | G  | Minnesota  | Da Green Bay             |
| 4                                 | 120 | Nick Harris         | P  | California |                          |
| 6                                 | 190 | Kevin Kasper        | WR | Iowa       |                          |

## Calendario
| Turno | Data               | Avversario            | Risultato          | TV                 | Ora (MT) | Pubblico |
| ----- | ------------------ | --------------------- | ------------------ | ------------------ | -------- | -------- |
| 1     | 10/9/2001          | New York Giants       | V 31–20            | ABC                | 7:00PM   | 75,735   |
| 2     | 23/9/2001          | at Arizona Cardinals  | V 38–17            | ESPN               | 6:30PM   | 50,913   |
| 3     | 30/9/2001          | Baltimore Ravens      | S 20–13            | CBS                | 2:15PM   | 75,082   |
| 4     | 7/10/2001          | Kansas City Chiefs    | V 20–6             | CBS                | 2:15PM   | 75,037   |
| 5     | 14/10/2001         | at Seattle Seahawks   | S 34–21            | CBS                | 2:15PM   | 61,837   |
| 6     | 21/10/2001         | at San Diego Chargers | S 27–10            | CBS                | 2:15PM   | 67,521   |
| 7     | 28/10/2001         | New England Patriots  | V 31–20            | CBS                | 2:15PM   | 74,750   |
| 8     | 5/11/2001          | at Oakland Raiders    | S 38–28            | ABC                | 7:00PM   | 62,637   |
| 9     | 11/11/2001         | San Diego Chargers    | V 26–16            | CBS                | 2:15PM   | 74,951   |
| 10    | 18/11/2001         | Washington Redskins   | S 17–10            | FOX                | 2:15PM   | 74,622   |
| 11    | 22/11/2001         | at Dallas Cowboys     | V 26–24            | CBS                | 2:00PM   | 64,104   |
| 12    | 2/12/2001          | at Miami Dolphins     | S 21–10            | CBS                | 11:00AM  | 73,938   |
| 13    | 9/12/2001          | Seattle Seahawks      | V 20–7             | ESPN               | 6:30PM   | 74,524   |
| 14    | 16/12/2001         | at Kansas City Chiefs | S 26–23            | CBS                | 2:15PM   | 77,778   |
| 15    | Settimana di pausa | Settimana di pausa    | Settimana di pausa | Settimana di pausa |          |          |
| 16    | 30/12/2001         | Oakland Raiders       | V 23–17            | CBS                | 2:15PM   | 75,582   |
| 17    | 6/1/2002           | at Indianapolis Colts | S 29–10            | CBS                | 11:00AM  | 56,192   |

## Classifiche
| (3) Oakland Raiders | 10 | 6  | 0 | .625 | 399 | 327 | S3 |
| Seattle Seahawks    | 9  | 7  | 0 | .563 | 301 | 324 | V2 |
| Denver Broncos      | 8  | 8  | 0 | .500 | 340 | 339 | S1 |
| Kansas City Chiefs  | 6  | 10 | 0 | .375 | 320 | 344 | S1 |
| San Diego Chargers  | 5  | 11 | 0 | .313 | 332 | 321 | S9 |